# Saint-Vallier (Charente)
Saint-Vallier település Franciaországban, Charente megyében. Lakosainak száma 138 fő (2022. január 1.). Saint-Vallier Bardenac, Brossac, Guizengeard, Sauvignac, Yviers és Boresse-et-Martron községekkel határos.

## Népesség
A település népessége az elmúlt években az alábbi módon változott:
| Lakosok száma | 240  | 198  | 182  | 153  | 143  | 138  | 136  | 136  | 138  | 138  |
|               | 1968 | 1982 | 1990 | 2006 | 2013 | 2015 | 2017 | 2019 | 2020 | 2022 |